# Dejan Bodiroga
Dejan Bodiroga (en serbi: Дејан Бодирога), és un exjugador serbi de bàsquet, nascut a Zrenjanin el 2 de març de 1973, considerat un dels més virtuosos de la història del bàsquet europeu. El 14 de setembre de 2022 és nomenat màxim responsable i CEO de la EuroLliga de bàsquet, en substitució del català Jordi Bartomeu.
Amb una alçada de 2,05 metres i un pes 110 kg., destacava pel seu gran caràcter i polivalència: podia jugar tant d'aler com de base, i contribuir a la captura de rebots. Gran tirador de llarga distància, va esdevenir el líder de tots els conjunts en els quals va jugar. Va guanyar les tres lligues més potents d'Europa (Itàlia, Grècia i Espanya), i va conquistar tres vegades consecutives l'Eurolliga: dues vegades amb el Panathinaikos grec i una amb el FC Barcelona.
Va refusar anar a l'NBA en diferents ocasions. L'any 1995 va ser elegit en el número 51 del draft pels Sacramento Kings.
Amb la selecció iugoslava va conquerir tres cops l'Eurobasket, dues vegades el Campionat del món de bàsquet, i va aconseguir la medalla de Plata en els Jocs Olímpics d'Atlanta 1996.
El dia 15 de juny del 2007 anuncià la seva retira del basquet actiu al final de la temporada 2006-2007.

## Biografia

### Clubs en la seva carrera esportiva
- 1989-1990  Proleter Zrenjanin
- 1990-1992   KK Zadar (Iugoslàvia)
- 1992-1994  Stefanel Trieste (Itàlia)
- 1994-1996  Olimpia Milano (Itàlia)
- 1996-1998  Real Madrid (Espanya)
- 1998-2002  Panathinaikos (Grècia)
- 2002-2005  FC Barcelona (Catalunya)
- 2005-2007  Virtus Roma (Itàlia)

### Els seus inicis a Zrenjanin
Dejan Bodiroga va començar a jugar a bàsquet a nivell federat a l'edat de 13 anys. Es va iniciar en el Masinac de Zrenjanin, supervisat per Rade Prvulov. Quan Bodiroga va complir 15 anys, ja mesurava 2,05 m i va ser incorporat al primer equip del Mesinac, el qual entrenava Miodrag Sija Nikolic (exjugador de l'equip nacional de Iugoslàvia en la dècada dels 60).

### Inici de la seva carrera professional a Zadar
La carrera professional de Dejan començà als 17 anys quan l'exjugador iugoslau Kresimir Cosic va convèncer a la família de Bodiroga a permetre que el seu fill es traslladés a Zadar.
Una vegada a Zadar, Bodiroga va començar a entrenar dues vegades al dia en l'equip júnior del KK Zadar, entrenat per Josip Pino Grdovic. L'entrenament consistia en tres hores de pràctica al matí (de 7 a 10) i a 4 hores a la nit (des de les 8 fins a la mitjanit). Aviat, l'entrenador del Zadar sènior, Slavko Trninic, va donar els seus primers minuts a Bodiroga amb els més grans.
Ara bé, el conflicte entre serbis i croats era cada cop més important i la guerra cada cop era més dura. La condició de Dejan Bodiroga, serbi però vivint en una ciutat croata, el posava en una situació difícil, i va ser el seu mèntor Cosic (en aquell moment entrenador de l'AEK Atenes) va elaborar un pla de fuga.
Aleshores, els equips grecs de l'AEK Atenes i l'Olympiakos van oferir un contracte a Bodiroga, però amb la condició que es nacionalitzés grec. Dejan va declinar l'oferta i se'n va anar a Trieste, al nord d'Itàlia, on va fitxar per l'Steffanel de Triestre, un equip entrenat pel serbi Bogdan Tanjevic.

### Primera etapa a la LEGA
Va ser a Trieste quan Dejan Bodiroga va cridar l'atenció a tots els aficionats al bàsquet europeu. Des de la seva arribada a l'estiu de 2002, va causar un gran impacte, promitjant 21,3 punts per partit en els partits de lliga i portant a l'Steffanel als playoffs. Ara bé, no va aconseguir passar cap ronda dels playoffs, i va caure eliminat pel Pallacanestro Cantú, un equip amb molta més experiència.
La segúent temporada va ser igual de bona per Bodiroga. Va tornar a portar el seu equip als playoffs, i als quarts van aconseguir eliminar el Fortituto de Bolònia. A la semifinal esperava l'Scavolini de Pesaro, amb Carlton Myers com a principal estrella, que va derrotar finalment a l'equip de Bodiroga per un contundent 0-3 en el global de l'eliminatòria (que es jugava al millor de 5 partits). A Europa, l'equip va arribar a la final de la Copa Korac, que va perdre contra el PAOK de Tessalònica, que comptava amb jugadors com Zoran Savic, Walter Berry o Bane Prevelevic.
El final de la temporada, però, va portar una gran sorpresa: l'equip va perdre el patrocini de Steffanel, que va passar a patrocinar l'Olímpia Milano. Això va procar l'exòde d'un gran nombre de jugadors i del cos tècnic a l'equip de Milà, que incloïa Dejan Bodiroga. A Dejan se li van afegir l'entrenador Tanjevic i altres jugadors com Gregor Fucka, Alessandro De Pol o Ferdinando Gentile. Es va formar un gran equip, el qual el van seguir moltes franquícies de l'NBA.
La temporada 1994/95 va ser molt positiva per Bodiroga, que anotava i contribuïa agafant rebots i repartint assistències. A poc a poc, Dejan Bodiroga assumia cada cop amb més força el paper de líder de l'equip. En competicions europees, l'Olímpia va arribar a la final de la Korac, que va perdre contra l'Alba Berlín, equip entrenat per Svetislav Pešić (qui més endavant seria un home important en la carrera de Bodiroga). En els playoffs de la LEGA, l'Olímpia va caure a les semifinals per 3-2 contra la Virtus de Bolònia, liderada per una altra superestrella sèrbia, Predrag Danilovic. La sèrie quasi es va convertir en un duel individual entre Danilovic i Bodiroga, el qual es va decantar pel jugador més experimentat.
L'estiu de 1995 havia de ser important per Bodiroga. Es jugava l'Europeu, i Dejan formava part de la selecció nacional de Iugoslàvia, la qual tornava després de molts anys sense participar. La selecció va comptar amb un gran nombre d'estrelles, com Aleksandar Djordjevic, Vlade Divac, Zarko Paspalj, Predrag Danilovic, Zoran Savic i, per descomptat, Dejan Bodiroga. Junts, van aconseguir guanyar el torneig, derrotant a la final a Lituània, que comptava amb estrelles com Arvydas Sabonis, Sarunas Marciulionis o Rimas Kurtinaitis. Aquesta final se la recorda com un dels grans i millors partits de la història del bàsquet europeu.
Aquest estiu, Bodiroga va ser escollit en el draft de l'NBA per Sacramento Kings, en segona ronda (posició 51). Un any després, els Kings van seleccionar un altre jugador serbi que posteriorment triomfaria a l'NBA i com a company de Bodiroga a la selecció, Peja Stojakovic. A diferència seva, Bodiroga va refosar jugar a l'NBA, escollint seguir la seva carrera a Europa.
La temporada següent, la 1995/96, l'Olímpia es va marcar com a objectiu guanyar algun títol. El primer va arribar aviat, i l'equip va aconseguir guanyar la Copa d'Itàlia. No va tenir la mateixa sort a la Copa korac, on per tercer any consecutiu Bodiroga va arribar a la final i va perdre, aquest cop contra l'Efes Pilsen d'Istambul. L'Olímpia es va marcar com a objectiu l'Scudetto (el títol de lliga), i Bodiroga, amb 23,3 punts de mitja en els 32 partits de lliga regular, liderava l'equip amb encert.
Durant els playoffs, aquest cop l'Olímpia es va venjar de la Virtus de Bolònia (que ja no disposa de Danilovic, que se'n va anar a l'NBA), i la va vèncer per 3-1 a les semifinals. A continuació, amb Bodiroga com a principal referent, es va imposar a la final a la totpoderosa Fortitudo de Bolònia, que comptava amb jugadors com Aleksandar Djordjevic, Carlton Myers o Alessandro Frosini.
L'estiu de 1996 Bodiroga va tornar a prendre part de la selecció nacional. Iugoslàvia va arribar a la final dels Jocs Olímpics d'Atlanta, però es va haver de conformar amb la medalla de plata després de caure contra els Estats Units (coneguts com el Dream Team 2, després del Dream Team de Barcelona'92).

### Primera etapa a l'ACB
L'estiu de 1996, Dejan Bodiroga va fitxar pel Real Madrid. Hi va haver dos grans motius que van possibilitar el fitxatge: l'oferta d'un milió de dòlars per any que li oferia l'equip blanc i l'entrenador, Zeljko Obradovic, el qual Dejan coneixia de l'equip nacional iugoslau.
A l'equip madridista, Bodiroga va coincidir amb jugadors com Joe Arlauckas, Alberto Herreros o Mikhail Mikhailov. Van arribar fàcilment als playoffs de la lliga regular i a la final, que els enfrontava al FC Barcelona. El Barça comptava amb Aleksandar Djordjevic, Jerrod Mustaf i Arturas Karnisovas en el seu planter, i es va imposar per 2-3 en el global de l'eliminatòria. El partit decisiu, a la pista del Madrid, el va guanyar per 69 a 82. Va ser un cop dur per Bodiroga i pel Madrid, el qual es va haver de conformar amb el trofeu de la Copa Europea (un trofeu a nivell europeu menys important que l'Eurolliga), únic títol per Bodiroga a pesar de la seva excel·lent temporada.
En l'equip nacional, Iugoslàvia va arribar a la final i va guanyar l'or de l'Eurobasket amb relativa facilitat, amb Bodiroga amb una importància a l'equip molt destacada. Més dramàtic que la semifinal i que la final va ser el partit de la fase prèvia contra Croàcia, en el seu primer duel després de la separació. El partit, envoltat per una gran tensió política, el va decidir a favor de Iugoslàvia un triple de Djordjevic al final del partit.
La següent temporada amb el Real Madrid va començar sense Obradovic, que va fitxar per la Bennetton de Treviso, i no va representar cap millora respecte a l'anterior. El Reial Madrid va caure als playoffs una ronda abans que la temporada passada, a les semifinals jugades contra el TDK Manresa. Això va significar el fi de l'etapa de Bodiroga al Madrid. A pesar de les bones estadístiques de Bodiroga (va guanyar el títol de MVP de la temporada), l'equip mai va trobar la química ni el ritme adequats.
Més positiu per Bodiroga va ser l'estiu, on Iugoslàvia va guanyar el Campionat del Món de seleccions de 1998, que es disputava a Atenes. Bodiroga, amb 25 anys, era la primera vegada que guanyava aquest títol, i va ser-ne una peça clau, juntament amb Aleksandar Djordjevic i amb Zeljko Rebraca. Aquesta victòria va tenir més mèrit, a causa de la baixa de Danilovic, lesionat, i als pocs minuts de què disposava Djordjevic, que arrossegava problemes al genoll.

### Pas per la lliga grega
En el mateix estiu de 1998, Bodiroga va fitxar pel Panathinaikos, de la lliga grega. L'equip acabava de guanyar la Lliga (després de 14 anys d'espera), però ara el seu president, Pavlos Giannakópoulos, estava fent un equip amb el clar objectiu de conquistar l'Eurolliga. Bodiroga va ser la peça final d'un nou projecte que incloïa a Dino Radja, Fragiskos Alvertis i a l'entrenador Slobodan Subotic. El Panathinaikos va guanyar amb molta facilitat la Lliga grega una altra vegada, però desafortunadament va caure prematurament a l'Eurolliga.
A la següent temporada, 1999/2000, hi va tornar a haver canvis. Radja se'n va anar i es va fitxar a Rebraca, expivot de la Bennetton; i Obradovic substituiria a Subotic a la banqueta. De fet, es va fer una inversió de 15 milions de dòlars. Els èxits van arribar, i al títol nacional de lliga se li va afegir l'Eurolliga conseguida contra el Maccabi de Tel Aviv.
En el 2001, el Panathinaikos va tornar a guanyar la Lliga i va arribar a la final de la Suprolliga (aquell any va haver un conflicte entre els equips europeus, i es van fer "dos" Eurolligues independents, 
sent una d'elles la Suprolliga), que va perdre contra el Maccabi. Un any després, Bodiroga va ser el MVP de la final de l'Eutolliga, on l'equip grec es va imposar per 89-82 a la Kinder de Bolònia, que tenia jugadors com Manu Ginóbili o Antoine Rigaudeau.
En aquests anys, Bodiroga es va convertir en l'indiscutible líder de la selecció nacional iugoslava. Aquest fet va fer-se evident en l'Eurobàsket de Turquia'01 i el Mundial d'Indinàpolis'02, ambdós guanyats per Iugoslàvia. La pilota sempre passava per les mans de Dejan en els moments més importants (un estil de joc que va rebre el nom de Bodi system), com en la final d'Indianapolis contra l'Argentina de Ginóbili. Iugoslàvia no trobava el ritme adequat i estava fora del partit, quan faltaven uns dos minuts perdia de 8 punts. Després d'haver eliminat als Estats Units als quarts de final, els iugoslaus començaven a veure com impossible el seu somni de guanyar el Mundial. No obstant això, Dejan Bodiroga va aparèixer en els moments més importants, quan el seu equip estava totalment bloquejat per la dura defensa argentina. 7 punts quasi consecutius de Dejan (incloent un triple, i també una recuperació de pilota clau) van forçar la pròrroga, en un final amb polèmica per una discutida falta que no es va xiular a favor de Ginóbili. A la prorròga, Bodiroga i Stojakovic es van encarregar de portar l'or a Iugoslàvia.

### Segona etapa a l'ACB
L'estiu de 2002, Bodiroga va tornar a la lliga ACB. El FC Barcelona, entrenat per Svetislav Pešić (que ja va coincidir amb Bodiroga a la selecció iugoslava) va fitxar al serbi, en aquell moment ja reconegut com a millor jugador del món fora de l'NBA, amb l'objectiu de guanyar l'Eurolliga d'aquest any, la final de la qual se celebrava aquella temporada a Barcelona, al Palau Sant Jordi.
Bodiroga va coincidir amb altres grans jugadors, com Sarunas Jasikevicius, Juan Carlos Navarro i, altra vegada, Gregor Fucka. Aquella temporada 2002-2003 el Barça va aconseguir l'anomenada Triple Corona, imposant-se en totes les grans competicions: Lliga ACB, Copa del Rei i l'Eurolliga. Dejan Bodiroga va ser escollit com a millor jugador (MVP) de la fase final de la Copa del Rei i de la final a quatre de l'Eurolliga. Aquestes noves victòries van permetre que Bodiroga fos un dels pocs jugadors que ha aconseguit guanyar l'Eurolliga amb equips de dos països diferents, i també que aconseguís guanyar cadascun dels 3 títols de les lligues més fortes d'Europa (la grega, la italiana i l'espanyola).
A la següent temporada, el Barça va tornar a guanyar el títol de l'ACB. Dejan Bodiroga va ser escollit MVP de la final dels playoffs.
L'última temporada va ser la més difícil. Els problemes amb la directiva del Barça van precipitar la destitució de l'entrenador Pešić i l'arribada de Joan Montes, el qual no va acabar la temporada i va ser substituït per Manolo Flores. L'equip no va aconseguir cap títol en aquesta difícil temporada. Bodiroga va seguir exercint de líder de l'equip, i tot i completar estadísticament una bona temporada, la seva edat (32 anys) i el fet que la plantilla fos menys competitiva que anys anteriors, van provocar aquest any en blanc. No va haver acord entre Bodiroga i la directiva blaugrana per renovar el contracte, i Dejan va tornar a Itàlia.

### Segona etapa a Itàlia
En l'estiu de 2005, Bodiroga va retornar a la LEGA, aquest cop amb la Virtus Roma, entrenada per Svetislav Pešić, l'entrenador que ja el va fitxar 3 anys abans pel Barça. L'equip va participar en la lliga nacional i en l'ULEB Cup, la segona competició europea més important, per darrere de l'Eurolliga.
Després de quedar eliminats de l'ULEB Cup en setzens de final i de perdre la final de la Copa italiana per un ajustat 83-85 contra el Carpisa de Nàpols al febrer de 2006, la Virtus es va centrar en la competició de lliga nacional, on va acabar 6a classificada (amb 22 partits guanyats i 12 perduts). Bodiroga va acabar amb 15,7 punts de mitja per partit en la lliga regular.
En els playoffs (que es juguen al millor de 5 partits), la Virtus Roma va quedar aparellada amb un dels favorits, el Mens Sana Siena. Després de perdre el primer partit, la Roma va guanyar els 3 següents, amb Bodiroga com a màxim anotador en tots ells: va aconseguir 24, 17 i 24 punts, respectivament. Aquest èxit va permetre la classificació de la Roma a l'Eurolliga de l'any següent.
La temporada següent, la Roma va tornar a aparellar-se amb el Siena als playoffs, però aquesta vegada va perdre després de 4 partits. Aquell quart partit del 8 de juny de 2007 va ser l'últim en la carrera de Dejan Bodiroga, que va ser acomiadat amb una gran ovació per la grada.

## Estadístiques
| Temporada   | Equip              | Competició | PJ | PPP  | T2            | T3           | TL            | RPP | APP |
| ----------- | ------------------ | ---------- | -- | ---- | ------------- | ------------ | ------------- | --- | --- |
| 1989 - 1990 | Proleter Zrenjanin | ?          | ?  | ?    | ?             | ?            | ?             | ?   | ?   |
| 1990 - 1991 | KK Zadar           | ?          | ?  | ?    | ?             | ?            | ?             | ?   | ?   |
| 1991 - 1992 | KK Zadar           | ?          | ?  | ?    | ?             | ?            | ?             | ?   | ?   |
| 1992 - 1993 | Stefanel Triestre  | Lliga      | 32 | 21,2 | 166/278 59,7% | 52/144 36,1% | 189/222 85,1% | 5,3 | 1,4 |
| 1993 - 1994 | Stefanel Triestre  | Lliga      | 35 | 17,7 | 157/275 57,1% | 44/133 33,1% | 175/206 85%   | 4,7 | 1,8 |
| 1994 - 1995 | Olimpia Milano     | Lliga      | 39 | 20,0 | 201/327 61,5% | 60/147 40,8% | 199/226 88,1% | 3,9 | 1,4 |
| 1995 - 1996 | Olimpia Milano     | Lliga      | 42 | 22,4 | 280/410 68,3% | 46/107 43%   | 244/290 84,1% | 5,8 | 1,0 |
| 1996 - 1997 | Real Madrid        | Lliga      | 34 | 18,6 | 189/294 64,3% | 25/62 40,3%  | 179/223 80,3% | 6,0 | 2,5 |
| 1997 - 1998 | Real Madrid        | Lliga      | 33 | 19,1 | 192/207 64,6% | 20/46 43,5%  | 186/230 80,9% | 6,2 | 3,4 |
| 1998 - 1999 | Panathinaikos      | Lliga      | 26 | 21,0 | 164/261 62,8% | 13/30 43,3%  | 180/220 81,8% | 6,1 | 3,5 |
| 1999 - 2000 | Panathinaikos      | Lliga      | 26 | 17,4 | 121/211 57,3% | 27/51 52,9%  | 129/164 78,7% | 5,5 | 4,1 |
| 2000 - 2001 | Panathinaikos      | Lliga      | 30 | 17,6 | 153/241 63,5% | 24/49 49,0%  | 151/189 79,9% | 4,6 | 3,2 |
|             |                    | Suprolliga | 24 | 17,8 | 122/198 61,6% | 16,42 38,1%  | 135/173 78,0% | 4,7 | 2,9 |
| 2001 - 2002 | Panathinaikos      | Lliga      | 27 | 17,4 | 125/228 54,8% | 35/68 51,5%  | 134/157 85,4% | 5,1 | 2,9 |
|             |                    | Eurolliga  | 22 | 20,0 | 132/210 62,9% | 16/41 39,0%  | 129/162 79,6% | 5,2 | 1,9 |
| 2002 - 2003 | FC Barcelona       | Lliga      | 40 | 16,1 | 181/298 60,7% | 37/94 39,4%  | 169/211 80,1% | 4,1 | 2,4 |
|             |                    | Eurolliga  | 22 | 16,1 | 97/166 58,4%  | 15/36 41,7%  | 115/142 81,0% | 3,8 | 2,4 |
| 2003 - 2004 | FC Barcelona       | Lliga      | 40 | 17,6 | 175/340 51,5% | 50/98 51,0%  | 203/234 86,8% | 4,9 | 2,4 |
|             |                    | Eurolliga  | 17 | 14,8 | 82/144 56,9%  | 5/16 31,3%   | 73/93 78,5%   | 4,5 | 2,4 |
| 2004 - 2005 | FC Barcelona       | Lliga      | 36 | 13,4 | 151/269 56,1% | 23/56 41,1%  | 122/141 86,5% | 3,1 | 1,9 |
|             |                    | Eurolliga  | 20 | 15,1 | 100/177 56,5% | 8/26 30,8%   | 78/97 80,4%   | 4,8 | 1,2 |
| 2005 - 2006 | Virtus Roma        | Lliga      | ?  | ?    | ?             | ?            | ?             | ?   | ?   |
|             |                    | ULEB Cup   | ?  | ?    | ?             | ?            | ?             | ?   | ?   |
| 2006 - 2007 | Virtus Roma        | Lliga      | ?  | ?    | ?             | ?            | ?             | ?   | ?   |
|             |                    | Eurolliga  | ?  | ?    | ?             | ?            | ?             | ?   | ?   |

Llegenda
PJ: Partits jugats.
PPP: Punts per partit.
T2: Tirs de dos (Anotats/Intentats i percentatge d'encert).
T3: Tirs triples (Anotats/Intentats i percentatge d'encert).
TL: Tirs lliures (Anotats/Intentats i percentatge d'encert).
RBB: Rebots per partit.
APP: Assistències per partit.

## Palmarès
- Amb la selecció de Iugoslàvia:

- 1 medalla de Plata als Jocs Olímpics d'Atlanta 1996.
- 2 medalles d'Or als Campionats del Mon de Grècia'1998 i Indianapolis'2002.
- 3 medalles d'Or als Eurobasket d'Atenes'1995, Barcelona'1997 i Turquia'2001.
- 1 Medalla de Bronze a l'Eurobasket de França 1999.

- Competicions europees de clubs:

- 3 títols de l'Eurolliga:

- 2 amb el Panathinaikos Atenes: 1999-2000 i 2001-2002.
- 1 amb el FC Barcelona: 2002-2003.

- 1 Recopa d'Europa de bàsquet, amb el Real Madrid: 1996-1997.
- 3 cops subcampió de la Copa Korac:

- 1 amb l'Stefanel Trieste: 1993-1994.
- 2 amb l'Stefanel Milano: 1994-1995 i 1995-1996

- 1 vegada subcampió de la Supralliga amb el Panathinaikos Atenes: 2000-2001.

- Competicions estatals de clubs:

- A Itàlia:

- 1 Lliga d'Itàlia, amb el Stefanel Milano: 1995-1996.
- 1 Copa d'Itàlia, amb el Stefanel Milano: 1995-1996.

- A l'ACB:

- 2 Lliga ACB, amb el FC Barcelona: 2002-2003 i 2003-2004.
- 1 Copa del Rei de bàsquet, amb el FC Barcelona: 2002-2003.
- 1 Supercopa de bàsquet, amb el FC Barcelona: 2004-2005.

- A Grècia:

- 3 Lligues de Grècia, amb el Panathinaikos Atenes: 1998-1999, 1999-2000 i 2000-2001.

## Distincions individuals
- Distincions internacionals:

- Millor Jugador del Campionat del Món de Grècia-98
- MVP Europeu de la temporada 1998-1999 per la revista francesa "Basket Hebdo"
- Integrant del quintet ideal de l'Eurobasket de París-99
- Integrant del quintet ideal de la Euroleague en la temporada 2001-2002
- Millor Jugador Europeu de la temporada 2001-2002 per la revista BasketNews.
- MVP de la Final Four de la Euroleague de Bolonya-2002
- MVP de la Final Four de la Euroleague de Barcelona-2003
- Integrant del quintet ideal de la Euroleague de la temporada 2002-2003.
- Millor Jugador Europeu de la temporada 2002-03 per la revista "Basketnews".
- Integrant del quintet ideal de la Euroleague en la temporada 2003-2004.

- Distincions a Espanya:

- MVP de l'ACB a la temporada 1997-1998
- MVP de la Copa del Rei de València-2003
- Gegant Estranger de la temporada 2002-03 per la revista "Gigantes del Basket".
- Integrant del quintet ideal de la Lliga ACB a la temporada 2003-2004.
- MVP de la final de l'ACB 2003-2004

- Distincions a Iugoslàvia:

- Millor Jugador Iugoslau de 1996 pel diari esportiu iugoslau "Sportski Zurnal"
- Millor Esportista Iugoslau de l'any 1988
- Esportista Iugoslau de l'any 2002 pel comitè Olímpic Nacional de Iugoslàvia.